# Chorisops nagatomii
Chorisops nagatomii är en tvåvingeart som beskrevs av Rudolf Rozkošný 1979.
Chorisops nagatomii ingår i släktet Chorisops och familjen vapenflugor. Inga underarter finns listade i Catalogue of Life.